# شوساكو توكيتا
شوساكو توكيتا (باليابانية: 鴇田 周作) (مواليد 9 سبتمبر 1990)، هو لاعب كرة قدم ياباني سابق كان يلعب كمدافع.

## وصلات خارجية
- شوساكو توكيتا على موقع رابطة كرة القدم اليابانية للمحترفين (اليابانية)
- شوساكو توكيتا على موقع قاعدة بيانات كرة القدم.إي يو (الإنجليزية)
- شوساكو توكيتا على موقع Soccerway.com (الإنجليزية)